# Cas Brito i Picatoste
El Cas Brito i Picatoste fou un cas legal i policial català de fuga de presos que van protagonitzar l'any 2001 Manuel Brito Navarro i Francisco Javier Picatoste Arnaldo. Els dos criminals van fugir arran d'un trasllat hospitalari mentre estaven sota custòdia dels Mossos d'Esquadra —tot disparant-los de gravetat— i van assassinar un noi i violar la seva parella durant l'acte de fuga, entre d'altres delictes. Un cop capturats, la pena sumatòria imposada als dos condemnats va ascendir als 158 anys de presó, mentre que la Generalitat de Catalunya fou condemnada com responsable civil subsidiària a pagar 2,7 milions d'euros a les víctimes i a les seues famílies.

## Perfil dels criminals i context penitenciari
Els antecedents dels dos criminals perpetradors de la fuga del cas eren d'una violència molt significativa. Manuel Brito Navarro, nascut el 1966 i criat al barri de Nou Barris (Barcelona), havia estat prèviament condemnat a 30 anys de presó per assassinar la víctima d'un robatori que va cometre amb dos còmplices el 1996. Per altra banda, Francisco Javier Picatoste Arnaldo, nascut el 1967 i criat a Mieres (Principat d'Astúries), havia estat prèviament condemnat per diversos robatoris a Mieres, Uviéu i a Barcelona.
Els dos presos van coincidir a la presó de Ponent de Lleida complint llurs respectives penes. Van iniciar una relació cada vegada més propera que els va portar a crear un projecte de vida en llibertat. El més interessat a fugar-se era Brito. En canvi, Picatoste tenia propera la data d'acabament de la pena. Junts van planejar la fuga de la presó i una sèrie de cops que els permetessin d'obtenir molts diners. Segons les confessions i les proves gràfiques examinades, els dos homes van establir una relació d'ajuda mútua. Picatoste, en agraïment a la sortida d'una depressió, va prometre a Brito que l'ajudaria a escapar-se del centre penitenciari.

## Fets
La parella va aprofitar un punt feble consistent en el trasllat d'empresonats a centres de salut. Brito es va provocar un traumatisme al braç que va requerir examen radiològic, per la qual cosa va ser acompanyat per una dotació de dos mossos d'esquadra a l'Hospital Arnau de Vilanova. Era diumenge, i Picatoste era fora de la presó per un permís especial de sortida que li va ser concedit per l'Administració de la Generalitat.
Picatoste i Brito van poder parlar per telèfon durant uns dies per coordinar-se per al moment de l'assalt als mossos. Després de l'examen i enguixat del braç de Brito, i segons després de la sortida de l'hospital, quan els mossos es disposaven a introduir l'accidentat a l'automòbil policial, Picatoste va disparar contra tots dos. Els reclusos van furtar-los les armes i van fugir en un cotxe que van abandonar al barri de Magraners de Lleida. Des d'allí iniciaren una marxa a peu per no ser detectats per controls policials.

### Inici de la investigació policial
Va ser efectuada pel cos dels Mossos d'Esquadra amb coordinació amb la Guàrdia Civil i per altra banda Policia Nacional. Per causa de la recent implantació dels Mossos i progressiva assumpció de competències, la investigació del cas es dugué sota gran pressió política i mediàtica.
La família i entorn de Brito va permetre obtenir pistes de les possibles destinacions, amagatalls i intencions dels fugats. Els investigadors van acceptar l'ajuda d'un confident.
El dispositiu policial de cerca dels desapareguts encetat des del moment de la fuga no va donar fruits. El motiu era que els protagonistes, una vegada abandonat el nucli de la capital del Segrià dormien poc durant el dia i caminaven molt durant la nit, tot evitant el pas per nuclis urbans.

### Ocultació a la serra de Collserola
Gràcies a l'obtenció dels números de telèfon mòbil dels fugats i d'alguns col·laboradors l'equip de comunicacions dels Mossos va acabar determinant la posició dels fugitius en un sector d'uns quinze quilòmetres quadrats de la Serra de Collserola. Posteriorment es va saber que havien rebut material i provisions després d'estar traslladats en automòbil fins a la serralada. Tots tres cossos policials abans esmentats van estar vigilant els moviments dels vitualladors que se citaven amb Brito i Picatoste per lliurar-los roba, menjar, beguda i telèfons mòbils per comunicar-se.

### Assassinat i violació durant la fugida

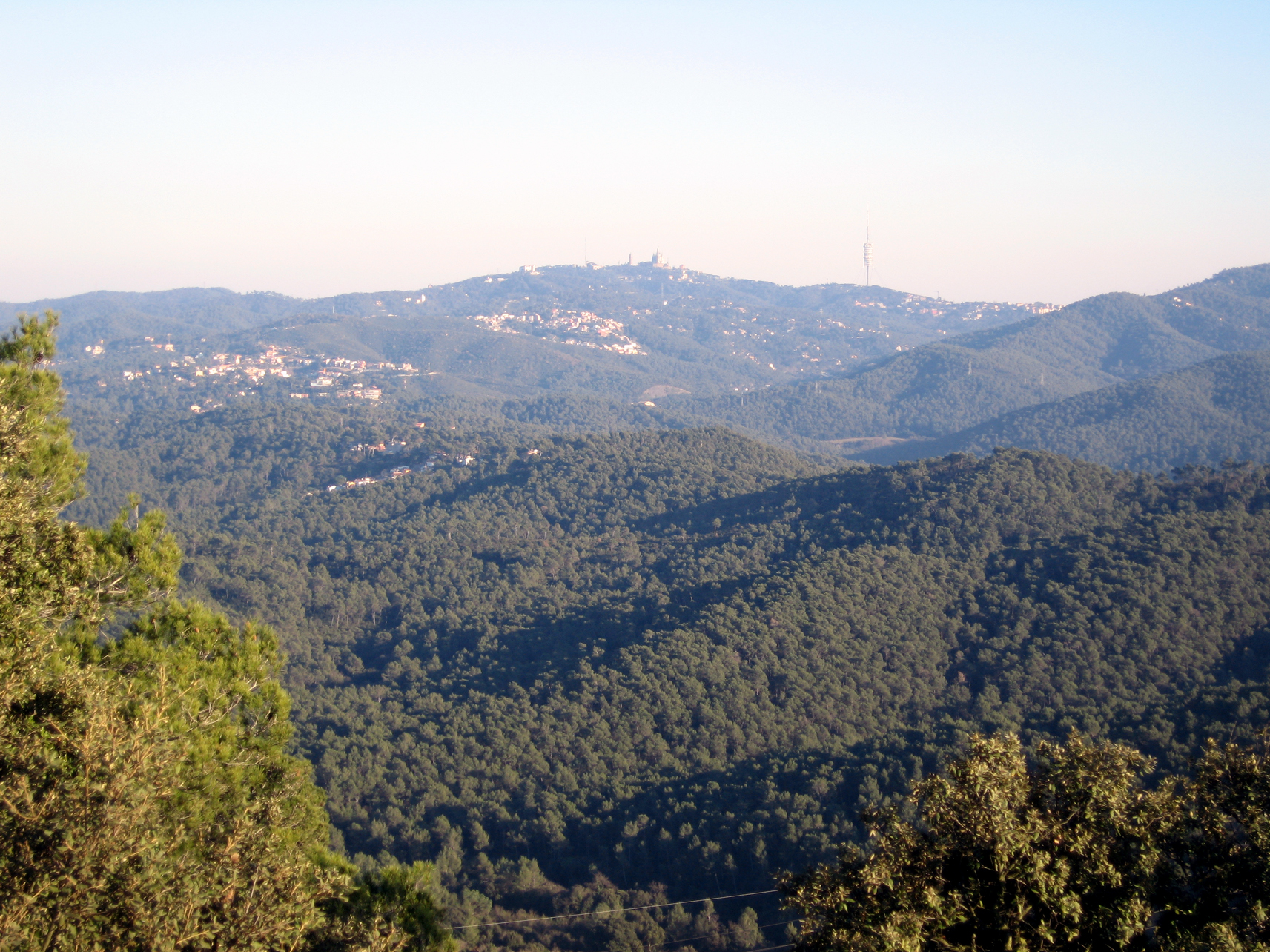
Serra vista des del Vallès

La nit del 13 de novembre les temperatures havien baixat de zero i els pròfugs van decidir caminar fins a trobar un vehicle per a canviar d'amagatall. En la carretera de Cerdanyola, els dos pròfugs es van topar amb un cotxe parat amb el motor encès ocupat per una parella que mantenia relacions sexuals. En aquest moment, tots dos fugitius es van acostar al vehicle emmascarats amb un passamuntanyes i armats amb les pistoles que anteriorment havien robat. Picatoste es va acostar cap a la porta del conductor, i després dels seus intents fallits d'obrir-la a causa del tancament d'aquesta, el noi que es trobava en el vehicle va passar del seient posterior al davanter amb la intenció de fugir del lloc tirant marxa enrere. En conseqüència, Brito va començar a disparar al conductor fins a buidar el seu carregador. Després d'això, amb Picatoste al volant i Brito en la part posterior amb la parella de l'home que acabaven d'assassinar, van fugir del lloc. No obstant això, pel fet que un dels trets anteriorment efectuats havia impactat en la zona del radiador, el vehicle va deixar de funcionar després d'uns centenars de metres.
Per a evitar que la noia confessés, Picatoste, mentre es quedava vigilant que ningú els descobrís, va manar a Brito que se l'emportés i l'emmanillés en un arbre pròxim al lloc amb unes brides i un ganivet perquè posteriorment ella mateixa pogués alliberar-se. A causa de la tardança del seu company, Picatoste va decidir anar per Brito, qui aquest moment es trobava lligant a la noia. Arran de les seves sospites, va decidir preguntar-li al seu company si li havia fet alguna cosa, al que va respondre que «solament l'havia tocat i olorat una mica». No obstant això, les proves realitzades a la jove en un centre mèdic afirmaven que aquesta havia estat víctima d'una agressió sexual. És des d'aquest moment que la relació entre Brito i Picatoste va començar a fragmentar-se.

### Detenció
La detenció es va practicar a la carretera de la Rabassada, a la bifurcació que porta al parc del Tibidabo o a Sant Cugat del Vallès, i gràcies a l'estreta col·laboració amb la Guàrdia Civil amb la qual, durant els darrers 25 dies, s'havia establert un intens dispositiu de vigilància de 24 hores, format per més de 100 policies. La policia va saber que la nit de 16 de novembre una tercera persona s'havia citat amb els dos delinqüents en un determinat punt de la muntanya, lloc on, a l'hora de la trobada, van ser sorpresos per més d'una dotzena de mossos del Grup Especial d'Intervenció (GEI). No hi hagué incidents ni trets, malgrat que els fugats anaven amb armes.

## Judici
El judici pels delictes acumulats per la parella se celebrà del 23 de maig fins al 2 de juny de 2005 en la Secció Tercera de l'Audiència de Barcelona. El fiscal sol·licità penes que sumaven 93 anys de presó per a Brito i 72 per a Picatoste. Se'ls acusava de nou delictes, entre ells un assassinat consumat, dos en grau de temptativa, detenció il·legal i, en el cas de Brito, violació. A la banqueta s'assegueren també cinc persones més acusades d'ajudar-los en la fugida i d'ocultar-los. Els jutjats que instruïren el cas foren el Jutjat d'Instrucció número 3 de Lleida i el número 2 de Cerdanyola. El jutjat de Rubí després de prendre'ls declaració es va inhibir a favor del de Cerdanyola.
La Secció Tercera del tribunal provincial de Barcelona afirmà que la Generalitat hauria de respondre dels fets com a responsable civil subsidiària.

### Condemnes
Com a conseqüència del judici, les condemnes imposades van ser les següents: ambdós acusats van ser condemnats pels delictes d'un assassinat consumat, dos intents d'assassinat als dos agents dels Mossos d'Esquadra, robatori amb violència, tinença il·lícita d'armes i trencament de condemna. A Manuel Brito, culpable també d'una agressió sexual, li van ser imposats 15 anys i mig més de presó. En total, Brito va ser condemnat 76 anys i dos mesos i Picatoste a 62 anys i vuit mesos.
Respecte als cinc còmplices jutjats per col·laborar en la fugida, el tribunal n'absolgué dos i imposà penes menors -fins a un any i vuit mesos de presó- als altres tres.
En el documental de Crims de febrer de 2020 s'indica que Javier Picatoste va morir de sida a la presó i que Brito complia condemna en la presó de Brians-2, on se li va descobrir documentació d'un esborrany de projecte per fugar-se'n. Més endavant, va arribar a exercir de mediador en un conflicte entre reclusos i carcellers.
Malgrat que l'Audiència de Barcelona en un principi va absoldre la Generalitat, a conseqüència del recurs de les víctimes el Tribunal Suprem de febrer de 2007, més endavant se la va declarar responsable civil subsidiària dels delictes comesos pels dos criminals, fet que va obligar a pagar 2,7 milions d'euros a les víctimes: els dos mossos, els familiars del noi assassinat i els familiars de la noia violada.

## Seqüeles de les víctimes
Els dos mossos que van rebre els trets durant el trasllat van resultar ferits de tal gravetat que un va quedar paraplègic i a l'altre li va quedar una bala allotjada a l'espina. El mosso que va quedar paraplègic, en el moment de l'assalt armat estava de pràctiques i se'l va declarar no apte per al servei com a agent dels Mossos.